# Changzhou
|  | No s'ha de confondre amb Cangzhou o Chaozhou. |

Changzhou (en xinès: 常州, en pinyin: Chángzhōu; antics noms: Chang-chou, Changchow, Changchow Ku, Wutsin) és una ciutat-prefectura al sud de la província xinesa de Jiangsu, en la República Popular de la Xina.
Està ubicada sobre el marge sud del riu Iang-Tsé. Changsu limita amb Nanjing (la capital provincial) per l'oest, amb Zhenjiang pel nord-oest, amb Wuxi per l'est, i amb la província de Zhejiang pel sud. És unida per un canal navegable a Xangai.

## Administració
La prefectura de Changzhou administra set divisiones amb nivell de comtat:
- Districte de Zhonglou (钟楼区)
- Districte de Tianning (天宁区)
- Districte de Qishuyan (戚墅堰区)
- Districte de Xinbei (新北区)
- Districte de Wujin (武进区)
- Ciutat de Jintan (金坛市)
- Ciutat de Liyang (溧阳市)